# Лі Се Йоль
Лі Се Йоль (кор. 이 세열; нар. 15 жовтня 1990, Південна Чолла) — південнокорейський борець греко-римського стилю, чемпіон та срібний призер чемпіонатів Азії, дворазовий срібний призер Азійських ігор, учасник Олімпійських ігор.

## Життєпис
Боротьбою почав займатися з 2005 року. У 2008 році став срібним призером чемпіонату Азії серед юніорів. Двічі, у 2009 та 2010 ставав чемпіоном Азії серед юніорів. У 2010 році здобув срібну медаль чемпіонату світу серед юніорів.
Виступав за борцівський клуб Університету Кьонсон. Тренер — Кім Джин Кью (з 2008).

## Спортивні результати на міжнародних змаганнях

### Виступи на Олімпіадах
| Змагання                    | Збірна         | Вагова категорія                 | Місце |
| --------------------------- | -------------- | -------------------------------- | ----- |
| Літні Олімпійські ігри 2012 | Південна Корея | греко-римська боротьба, до 84 кг | 18    |

### Виступи на Чемпіонатах світу
| Змагання                        | Збірна         | Вагова категорія                 | Місце |
| ------------------------------- | -------------- | -------------------------------- | ----- |
| Чемпіонат світу з боротьби 2010 | Південна Корея | греко-римська боротьба, до 84 кг | 30    |
| Чемпіонат світу з боротьби 2011 | Південна Корея | греко-римська боротьба, до 84 кг | 9     |
| Чемпіонат світу з боротьби 2019 | Південна Корея | греко-римська боротьба, до 97 кг | 31    |
| Чемпіонат світу з боротьби 2022 | Південна Корея | греко-римська боротьба, до 97 кг | 22    |

### Виступи на Чемпіонатах Азії
| Змагання                       | Збірна         | Вагова категорія                 | Місце  |
| ------------------------------ | -------------- | -------------------------------- | ------ |
| Чемпіонат Азії з боротьби 2010 | Південна Корея | греко-римська боротьба, до 84 кг | Золото |
| Чемпіонат Азії з боротьби 2014 | Південна Корея | греко-римська боротьба, до 85 кг | 8      |
| Чемпіонат Азії з боротьби 2019 | Південна Корея | греко-римська боротьба, до 97 кг | 5      |
| Чемпіонат Азії з боротьби 2020 | Південна Корея | греко-римська боротьба, до 97 кг | Срібло |
| Чемпіонат Азії з боротьби 2023 | Південна Корея | греко-римська боротьба, до 97 кг | 8      |

### Виступи на Азійських іграх
| Змагання           | Збірна         | Вагова категорія                 | Місце  |
| ------------------ | -------------- | -------------------------------- | ------ |
| Азійські ігри 2010 | Південна Корея | греко-римська боротьба, до 84 кг | Срібло |
| Азійські ігри 2014 | Південна Корея | греко-римська боротьба, до 85 кг | Срібло |
| Азійські ігри 2022 | Південна Корея | греко-римська боротьба, до 97 кг | 5      |

### Виступи на Кубках світу
| Змагання                    | Збірна         | Вагова категорія                 | Місце |
| --------------------------- | -------------- | -------------------------------- | ----- |
| Кубок світу з боротьби 2011 | Південна Корея | греко-римська боротьба, до 84 кг | 13    |
| Кубок світу з боротьби 2012 | Південна Корея | греко-римська боротьба, до 96 кг | 7     |

### Виступи на Всесвітніх іграх військовослужбовців
| Змагання                                | Збірна         | Вагова категорія                 | Місце |
| --------------------------------------- | -------------- | -------------------------------- | ----- |
| Всесвітні ігри військовослужбовців 2015 | Південна Корея | греко-римська боротьба, до 85 кг | 8     |

### Виступи на інших змаганнях
| Змагання                                                         | Збірна         | Вагова категорія                 | Місце  |
| ---------------------------------------------------------------- | -------------- | -------------------------------- | ------ |
| Олімпійський кваліфікаційний турнір з боротьби 2012 (Астана)     | Південна Корея | греко-римська боротьба, до 84 кг | Срібло |
| Меморіал Іона Корнеану 2012                                      | Південна Корея | греко-римська боротьба, до 84 кг | Золото |
| Trophee Milone 2012                                              | Південна Корея | греко-римська боротьба, до 84 кг | Бронза |
| Турнір «Олімпія» 2014                                            | Південна Корея | греко-римська боротьба, до 85 кг | Бронза |
| Олімпійський кваліфікаційний турнір з боротьби 2016 (Астана)     | Південна Корея | греко-римська боротьба, до 85 кг | 7      |
| Олімпійський кваліфікаційний турнір з боротьби 2016 (Улан-Батор) | Південна Корея | греко-римська боротьба, до 85 кг | 17     |
| Міжнародний меморіал Дейва Шульца 2017                           | Південна Корея | греко-римська боротьба, до 97 кг | Срібло |
| Гран-прі Загреба з боротьби 2019                                 | Південна Корея | греко-римська боротьба, до 97 кг | 8      |
| Гран-прі Угорщини з боротьби 2019                                | Південна Корея | греко-римська боротьба, до 97 кг | 14     |
| Олімпійський кваліфікаційний турнір з боротьби 2020 (Алмати)     | Південна Корея | греко-римська боротьба, до 97 кг | Бронза |
| Меморіал Імре Поляка та Яноша Варги 2023                         | Південна Корея | греко-римська боротьба, до 97 кг | 12     |

### Виступи на змаганнях молодших вікових груп
| Змагання                                      | Збірна         | Вагова категорія                 | Місце  |
| --------------------------------------------- | -------------- | -------------------------------- | ------ |
| Чемпіонат Азії з боротьби серед юніорів 2008  | Південна Корея | греко-римська боротьба, до 84 кг | Срібло |
| Чемпіонат світу з боротьби серед юніорів 2008 | Південна Корея | греко-римська боротьба, до 84 кг | 5      |
| Чемпіонат Азії з боротьби серед юніорів 2009  | Південна Корея | греко-римська боротьба, до 84 кг | Золото |
| Чемпіонат світу з боротьби серед юніорів 2009 | Південна Корея | греко-римська боротьба, до 84 кг | 13     |
| Чемпіонат Азії з боротьби серед юніорів 2010  | Південна Корея | греко-римська боротьба, до 84 кг | Золото |
| Чемпіонат світу з боротьби серед юніорів 2010 | Південна Корея | греко-римська боротьба, до 84 кг | Срібло |